# Gomesa gutfreundiana
Gomesa gutfreundiana är en orkidéart som först beskrevs av Guy Robert Chiron och Vitorino Paiva Castro, och fick sitt nu gällande namn av Mark W. Chase och Norris Hagan Williams. Gomesa gutfreundiana ingår i släktet Gomesa och familjen orkidéer. Inga underarter finns listade i Catalogue of Life.